# Acer obtusatum
Acer obtusatum é uma espécie de árvore do gênero Acer, pertencente à família Aceraceae.